# Zygophlaeoba bolivari
Zygophlaeoba bolivari är en insektsart som beskrevs av Henry, G.M. 1933. Zygophlaeoba bolivari ingår i släktet Zygophlaeoba och familjen gräshoppor. Inga underarter finns listade i Catalogue of Life.